# Slashdot-hatás

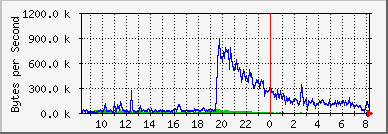
A Slashdot-hatás nyoma egy webszerver naplójában.

A Slashdot-hatás akkor lép fel, ha egy nagy forgalmú weboldalon kiemelt helyen megjelenő, kisebb oldalra mutató linkre hirtelen annyian kattintanak rá, hogy a kisebb oldal nem tud megbirkózni a forgalommal, és ideiglenesen elérhetetlenné válik. Az elnevezés a Slashdot népszerű technológiai híroldalra utal: a Slashdot új híreiben belinkelt oldalak gyakran néhány óra múlva már elérhetetlenek. Vagy az infrastruktúrájuk nem elég a megnövekedett forgalom kiszolgálásához, vagy egyszerűen kifut a weboldal üzemeltetője a havidíjban foglalt adatforgalmi keretből, és a weboldal így vagy úgy elérhetetlenné válik.
Kevés pontos adat ismert, de becslések szerint a Slashdot által generált forgalom néhány percenként száz és néhány ezer oldalletöltés között mozog. A forgalom általában akkor a legnagyobb, amikor a cikk a Slashdot nyitólapjának tetején van, és fokozatosan csökken, ahogy újabb hírek előzik meg; de magas marad mindaddig, amíg a hír a kezdőlapon van (ami általában 12-18 órán át tart, de néha sokkal tovább is, ha az adott hír elég nagy érdeklődést kelt). 
Egyesek szerint a Slashdot ezen hatása csökkenőben van.

## Külső hivatkozások
- A Slashdot FAQ a Slashdot-hatásról
- The Slashdot Effect – An Analysis of Three Internet Publications